# 泉州经贸职业技术学院
泉州经贸职业技术学院是一所位于福建省泉州市的全日制公办省属普通高等职业学校。

## 历史沿革
学校的前身可以追溯到创始于1964年的晋江地区商业学校。
- 1964年晋江地区商业学校创办。
- 1979年晋江地区供销学校创办。
- 1985年，晋江地区商业学校更名为泉州商业学校，晋江地区供销学校更名为泉州供销学校。
- 2001年12月，泉州商业学校和泉州供销学校合并，成立泉州商贸学校。
- 2004年2月，泉州商贸学校升格为泉州经贸职业技术学院。
- 2009年9月，福建省泉州慈山财经学校正式并入泉州经贸职业技术学院，并改组为泉州经贸职业技术学院慈山分院。